# Sonny Corleone
Santino „Sonny” Corleone Mario Puzo A keresztapa című regényének és az ebből készült 1972-es filmváltozatnak az egyik szereplője, a Corleone családban a legidősebb fivér. A filmvásznon James Caan alakította.
|  | Alább a cselekmény részletei következnek! |

## Szerepe a történetben
Sonny a legagresszívabb és legönfejűbb a három fivér közül, és Michael színre lépéséig neki a legnagyobb a szerepe a család üzleti ügyeiben. Don Vito Corleone felemelkedésekor is ott volt: tizenegy éves korában látta, ahogy az apja végez a riválisával. Bár igen temperamentumos személyiség, megmutatkozik érző szíve is: tizenkét éves korában ő hozta haza az utcáról Tom Hagent, az ír utcagyereket, akit a Don örökbe is fogadott. Ugyanakkor védelmező szerepben is feltűnik, amikor a húgát, Connie-t kell megvédenie férje támadásaitól.
Tulajdonképpen Sonny indította el a Keresztapa cselekményét. Egy maffiózó, Virgil Sollozo, a Török, megkeresi a Keresztapát, hogy nem szállna-e be a drogkereskedelembe. Vito Corleone nemet mond, de Sonny véletlenül elárulja, hogy őt igenis érdekli a dolog. Ebből Sollozo azt a következtetést vonja le, hogy ha félreállítja Vitót az útból, akkor Sonnyval könnyűszerrel meg tudja kötni az üzletet. Vito ellen nem sokkal ezután merényletet követnek el. Ezután Sonny lesz az ideiglenes Don, aki bosszút forral. Bár eleinte ellenzi, végül megengedi az ekkor még tapasztalatlan Michaelnek, hogy végezzen Sollozóval, bár ez kirobbantja az Öt Család Háborúját. Az egyik rivális családfő, Barzini, csapdát állít fel Sonny számára. Connie férje, Carlo megveri nejét, mert tudják, hogy az emiatt telefonál Sonnynak, aki egyenest a lakásra siet, hogy megvédje húgát. Ám Sonnyt az egyik átkelőhelynél fegyveres banditák több géppuskasorozattal szabályosan kivégzik. Az ő halála lesz a fordulópont, ami miatt a Don végül békét ajánl a családoknak.
|  | Itt a vége a cselekmény részletezésének! |

### Család
- Vito Corleone – Apa; játssza Marlon Brando A fiatal apa; játssza Robet De Niro
- Costanza 'Connie' Corleone-Rizzi – Húg; játssza Talia Shire
- Fredo Corleone – Sonny öccse; játssza John Cazale
- Michael Corleone – Sonny öccse; játssza Al Pacino
- Tom Hagen – Örökbefogadott testvér; játssza Robert Duvall
- Mary Corleone – Unokahúg; játssza Sofia Coppola
- Anthony Vito Corleone – Unokaöcs; játssza Anthony Gounaris, James Gounaris, és Franc D'Ambrosio
- Sandra Corleone – Feleség; játssza Julie Gregg
- Vincent 'Vinnie' Mancini-Corleone – Sonny törvénytelen fia; játssza Andy Garcia.

## Kapcsolódó link
- A Keresztapa az IMDB-n